# جائزة اختيار النقاد للأفلام
جائزة اختيار النقاد للأفلام (بالإنجليزية: Critics' Choice Movie Award)‏ تقدمها جمعية نقاد السينما (BFCA) منذ 1995 لتكريم أفضل الإنجازات السينمائية. بطاقات الترشيح تكتب خلال فترة الترشيح الممتدة لأسبوع، ويتم الإعلان عن أسماء المرشحين في ديسمبر. الفائزون يختارون عن طريق التصويت ويعلن عنهم في حفل خاص في يناير.

## التسمية السابقة
الجوائز كانت تسمى في الأصل جوائز اختيار النقاد. في 2010، أضيفت كلمة أفلام لتميزها عن جوائز اختيار النقاد للتلفزيون. [بحاجة لمصدر]